# Głównica
La Głównica est une rivière de Pologne, alimentée par le lac de Wicko et se jette dans la mer Baltique au village de Jarosławiec.